# Okoška Gora
Okoška Gora este o localitate din comuna Oplotnica, Slovenia, cu o populație de 171 de locuitori.